# Divinópolis
Divinópolis ist eine 1767 gegründete Stadt im brasilianischen Bundesstaat Minas Gerais. Ein Zensus aus im Jahr 2010 zählte 213.016 Menschen auf 708,9 km². Im Jahr 2018 wurde die Einwohnerzahl auf etwa 236.000 geschätzt.

## Söhne und Töchter
- Lélis Lara (1925–2016), Ordensgeistlicher, römisch-katholischer Bischof von Itabira-Fabriciano
- Adélia Prado (* 1935), Schriftstellerin